# 張名振 (光緒進士)
張名振（1883年—1970年1月8日），字賓吾，四川省重慶府長壽縣渡舟鄉人。光緒三十年進士。

## 生平[1][2]
- 由附生中式光緒三十年甲辰恩科會試第251名貢士[3]，覆試三等四十六名，朝考二等三十三名[4]。
- 後留學日本法政學堂，回國後任工部、吏部主事、弼德院秘書官。民元後任職於國務院法制局，初任辦事員後任參議、法典編纂會纂修，法制局參事。三年後任政事堂法制局幫辦，五年任國務院秘書。十年12月至十一年6月任國務院秘書長，十三年去職。財政善後委員會軍務處處長。
- 1949年後，任長壽縣解放委員會副主任，長壽縣各界人民代表會議代表。西南大區成立，任西南行政委員會監察委員會委員、川東行署委員兼川東行署監察委員會副主任，川東政治協商委員會委員。
- 1952年，四大行署合省後，任四川省人民政府監察委員會委員，四川省一、二、三屆人民代表大會代表，四川省政協一、二、三屆常務委員會委員，第三屆全國人民代表大會代表，四川省人民政府文史研究館館長等職。
- 1970年1月8日在成都病逝，终年八十七岁，為中國最後一位在世進士。